# Bouko
 Bouko è una città e sottoprefettura della Costa d'Avorio appartenente al dipartimento di Bouna. Conta una popolazione di 15 319 abitanti (censimento 2014).